# 峨山龍 (Oshanosaurus)
峨山龍（屬名："Oshanosaurus"）意為「峨山蜥蜴」，是個非正式名稱，目前還沒有經過正式研究。峨山龍是種草食性恐龍，可能屬於蜥腳下目，生存於早侏儸紀的中國，屬於祿豐組下層，約1億9000萬年前。模式種為楊氏峨山龍（"O. youngi"），是在1985年由趙喜進發現於中國雲南省峨山彝族自治县。過去曾被歸類於鳥臀目畸齒龍科，這是因為與滇中龍並置的關係；滇中龍過去曾被認為是畸齒龍科恐龍。峨山龍身長可能約12公尺，因此不太可能是鳥臀目恐龍。

## 外部連結
- "Oshanosaurus" @ DinoRuss Site
- Dinosauromorpha
- "Oshanosaurus" page (in Spanish) （页面存档备份，存于）